# Glorieta José María Izquierdo (Sevilla)
La glorieta José María Izquierdo, ubicada en el Parque de María Luisa de Sevilla.
Se encuentra situada junto a la avenida de Pizarro, cerca del Jardín de los Leones y de la Fuente de las Ranas. Se trata de un pequeño y disimulado rinconcito, en el que se encuentran unos bancos de azulejos que custodian una columna con capitel corintio romano que sólo contiene el nombre de tan insigne intelectual, escritor y poeta enamorado de Sevilla, a ambos lados de la columna se observan dos anaqueles que pondrían al alcance del público para consulta y lectura, libros de dicho autor. Está rodeada por álamos negros (Populus nigra) y arbustos.
La glorieta fue inaugurada el 15 de agosto de 1925 gracias al Ateneo de Sevilla del que era miembro el homenajeado (José María Izquierdo), 
- Datos: Q8964302